# پریوالدو دانتاس
پریوالدو دانتاس (به پرتغالی: Perivaldo Lúcio Dantas) مدافع اهل برزیل بود که در شهر ایتابونا و در تاریخ ۱۲ ژوئیهٔ ۱۹۵۳ به دنیا آمده‌است. و در ریو دو ژانیرو در ۲۷ ژوئیهٔ ۲۰۱۷ درگذشت.
پریوالدو دانتاس در تیم‌های فوتبال Itabuna سابقهٔ حضور دارد.